# Fahrni
Fahrni är en kommun i distriktet Thun i kantonen Bern, Schweiz. Kommunen har 810 invånare (2023).
Kommunens större byar är Dörfli, Äschlisbühl, Bach, Embergboden, Lueg och Rachholtern.